# (19156) Heco
(19156) Heco est un astéroïde de la ceinture principale.

## Description
(19156) Heco est un astéroïde de la ceinture principale. Il fut découvert le 20 septembre 1990 à Geisei par Tsutomu Seki. Il présente une orbite caractérisée par un demi-grand axe de 2,70 UA, une excentricité de 0,01 et une inclinaison de 1,2° par rapport à l'écliptique.

## Compléments